# Ludwik Augustyniak
Ludwik Augustyniak ps. „Cygan”, „Gustek”, „Adam” (ur. 7 grudnia 1898 w Żbikach, zm. 27 listopada 1946 w Bydgoszczy) – powstaniec wielkopolski, żołnierz polskiego podziemia niepodległościowego w czasie II wojny światowej, żołnierz podziemia antykomunistycznego.

## Życiorys
Uczestnik powstania wielkopolskiego oraz walk o granice państwa polskiego. W II Rzeczypospolitej został zawodowym żołnierzem, służył między innymi w 62 pułku piechoty w Bydgoszczy i w Dowództwie Okręgu Korpusu VIII w Toruniu.
W czasie wojny obronnej w 1939 roku brał udział w bitwie nad Bzurą i bronił Warszawy. Był dwukrotnie ranny. W kwietniu 1940 roku został aresztowany przez Gestapo i umieszczony w obozie Sachsenhausen, a następnie w Mauthausen, skąd został zwolniony dzięki staraniom rodziny. W 1942 roku wstąpił do AK w Bydgoszczy, był wywiadowcą. Na skutek donosu aresztowany przez NKWD 23 lutego 1945 roku. Wraz z grupą bydgoskich akowców znalazł się w więzieniu w Koronowie, z którego miał trafić pod sąd polowy Armii Czerwonej. Został odbity podczas transportu do Jastrowia, mimo eskorty trzech milicjantów, którzy wówczas zostali zabici. W czerwcu 1945 roku podjął pracę w Miejskiej Komendzie MO w Bydgoszczy. Był żołnierzem okręgu pomorskiego AK – WiN. 16 kwietnia 1946 roku aresztowany przez UB i oskarżony o „współudział w morderstwie trzech milicjantów na podłożu politycznym”.
Wyrok skazujący na śmierć wydał 30 września 1946 roku Wojskowy Sąd Rejonowy w Bydgoszczy. Karę śmierci wykonano 27 listopada 1946 roku w bydgoskim więzieniu. Został potajemnie pochowany na cmentarzu Komunalnym w Bydgoszczy. W 1990 roku rodzina Ludwika Augustyniaka wystąpiła o jego rehabilitację. 19 grudnia 1991 sąd odmówił unieważnienia wyroku.

## Odznaczenia
Odznaczony Krzyżem Zasługi i Krzyżem Walecznych. W 2021 pośmiertnie odznaczony Krzyżem Oficerskim Orderu Odrodzenia Polski.